# Konkurs Piosenki Amerykańskiej
Konkurs Piosenki Amerykańskiej (ang. American Song Contest) – amerykański konkurs muzyczny wzorowany na Konkursie Piosenki Eurowizji, w którym uczestniczą reprezentanci 50 stanów Ameryki, 5 terytoriów należących do Stanów Zjednoczonych oraz Waszyngtonu jako oddzielnego dystryktu. 
Pierwsza edycja konkursu trwała od 21 marca do 9 maja 2022 roku. Przebieg konkursu można było oglądać w telewizji NBC. Prowadzącymi konkursu byli Kelly Clarkson oraz Snoop Dogg. Pierwszą zwyciężczynią konkursu została reprezentantka Oklahomy – AleXa z piosenką „Wonderland”, zdobywając 710 punktów.